# Kléber Haedens
Kléber Haedens (Équeurdreville, 11 dicembre 1913 – Aureville, 13 agosto 1976) è stato uno scrittore, saggista e giornalista francese.

## Biografia
Figlio di un ufficiale di artiglieria, compì i suoi studi al Prytanée national militaire di La Flèche, che completò alla Bordeaux école de management (ESC Bordeaux) prima di intraprendere la carriera di giornalista.
Membro dell'Action française nel corso degli anni trenta, collaborò con numerosi periodici come Aux Écoutes di Paul Lévy, Je suis partout, L'Insurgé, Combats (organo ufficiale della Milizia francese durante la seconda guerra mondiale) e il quotidiano L'Action française (cronache sportive e letterarie). Nel 1937, ottenne il Prix Cazes per il romanzo L'École des parents.
Ripiegò a Lione durante l'occupazione tedesca. In questo periodo continuò a scrivere su L'Action française e su altri periodici come Compagnons del movimento Jeune France o la rivista Idées. Nel 1943 pubblicò una Storia della letteratura francese.
Alla Liberazione, lavorò per l'editore Robert Laffont e si occupò di critica teatrale su Aspects de la France, un quotidiano neo-maurrassiano animato da Pierre Boutang. Collaborò anche a Paroles françaises, un giornale di estrema destra pubblicato in Francia dopo il 1944, poi a France Dimanche, Paris-Press e al nuovo Candide (dal 1961 al 1968).
Nel 1966 vinse il Prix Interallié per L'été finit sous les tilleuls e, nel 1974, il Grand prix du roman de l'Académie française per Adios.
Amico di Antoine Blondin, Michel Déon e Roger Nimier, è stato spesso associato al movimento letterario degli Ussari.

## Opere (selezione)
- Kléber Haedens, L'École des parents, Paris, Corrêa, 1937.
- Kléber Haedens, L'été finit sous les tilleuls, Paris, Grasset, 1966.
- Kléber Haedens, Adios, Paris, Grasset, 1974.

### Opere tradotte in italiano
- Kléber Haedens, La letteratura francese, Milano, A. Garzanti, 1960.